# Amid Evil
Pour les articles homonymes, voir Evil.
Amid Evil est un jeu de tir à la première personne développé par Indefatigable et édité par New Blood Interactive. Le thème dark fantasy du jeu, un gameplay orienté vers l'action et des éléments visuels d'inspiration rétro lui valent d’être décris comme le successeur spirituel de Heretic, sorti en 1994, et Hexen sortit en 1995,.

## Trame
Dans un passé lointain, une mystérieuse et puissante « Force du Mal » est apparue et a corrompu les terres sacrées des royaumes connus. Bien que de nombreux héros aient tenté de vaincre la force maléfique, aucun n'a réussi. Le protagoniste, connu uniquement sous le nom de « Champion », est le premier à surmonter l'épreuve du Labyrinthe Noir et à gagner le droit de porter une hache de bataille sacrée. La possession de la puissante relique lui a permis de passer aux plans supérieurs. Alors que le champion se déplace vers une passerelle inter-dimensionnelle, il entend les voix de divinités anciennes avertissant de la grande puissance de la force du mal et l'implorant de nettoyer les terres sacrées.

## Système de jeu
Amid Evil emprunte beaucoup aux jeux de tir à la première personne des années 1990 Unreal, Doom, Heretic, Hexen et Quake. Semblable à la plupart des jeux de tir à la première personne de cette époque, Amid Evil est structuré dans la progression des niveaux, chacun présentant une structure complexe et non linéaire avec une progression nécessitant souvent que le joueur recherche des clés pour déverrouiller les portes. La conception de niveaux dans Amid Evil favorise l'exploration, la plupart des niveaux contenant plusieurs « secrets » cachés où le joueur peut trouver des power-ups, ainsi que des histoires sous la forme d'inscriptions sur les murs ou les sols. Les niveaux sont regroupés en épisodes, les niveaux de chaque épisode partageant un thème unique. Les épisodes se composent de quatre niveaux chacun, le dernier étant une bataille de boss. Comme Quake, les joueurs commencent dans un niveau de hub qui permet la sélection d'épisode (et de difficulté) en parcourant divers portails.
Comme dans Heretic, le joueur doit combattre des ennemis en utilisant un éventail d'armes magiques. En plus de l'Axe du Labyrinthe Noir, il y a six armes à distance dans le jeu, chacune utilisant l'un des quatre types de mana. Le joueur doit trouver les armes et le mana dans le monde du jeu. Les armes ont une efficacité variable contre chacun des types d'ennemis, encourageant le joueur à modifier sa stratégie en fonction de la situation. En plus de ramasser du mana, le joueur peut absorber les âmes des ennemis tombés. Lorsque le joueur accumule suffisamment d'âmes, il passe en « mode âme » qui active des modes de tir alternatifs pour toutes les armes et augmente considérablement leur puissance pendant une courte période.
Lorsque le joueur subit des dégâts d'ennemis, le joueur perd des points de vie. Pour reconstituer des points de vie, le joueur doit ramasser des « orbes de sang » dispersés à travers les niveaux. Il existe également de rares power-ups qui accordent des capacités temporaires telles que le vol, l'invisibilité ou une torche pour éclairer les zones sombres.
En plus de la campagne solo, Amid Evil propose un mode de survie « Hordes of Evil » où le joueur peut affronter des vagues infinies d'ennemis dans les arènes de combat.

## Développement

### Naissance du projet
Les développeurs Leon Zawada et Simon Rance, amis depuis l'enfance, ont commencé leur carrière dans le développement de jeux avec les mods de Doom, notamment une conversion totale de Rise of the Triad appelée Return of the Triad. Les deux ont commencé Amid Evil en tant que mod Doom en 1997. Bien que ce jeu ne soit jamais terminé, les concepts qu'ils ont développés pour lui ont évolué au fil du temps et ont été incorporés dans la nouvelle incarnation. Ils savaient qu'ils voulaient faire un « jeu de tir fantastique », un jeu avec un thème magique médiéval, mais avec des armes à distance comme armes principales.
Zawada et Rance ont finalement travaillé ensemble sur le remake de Rise of the Triad en 2013, où ils ont rencontré d'autres développeurs de jeux qui les aideraient à devenir indéfectibles. Amid Evil devait être le premier projet de la nouvelle entreprise.
Avant de lancer le développement d'Amid Evil for Indefatigable, Rance avait créé une démo Unreal Engine 4 présentant une arme rendue comme un sprite cartographié normal. Il a décrit l'idée comme « la chose qui a déclenché [le jeu] ». Le style visuel distinctif a établi la direction artistique d'Amid Evil, décrite par les développeurs comme « un mélange [de] techniques graphiques de la vieille école et de la nouvelle école ». « Les armes et les micros à la première personne sont en fait des sprites avec des cadres individuels utilisant des matériaux masqués, avec des cartes normales, de rugosité et de métal ». Ils sont ensuite cuits avec la perspective de maillages 3D hi-poly, un flux de travail unique à Amid Evil. Rance a décrit l'application de la même technique aux environnements, « où au lieu de créer une texture géante, nous ferions juste une petite texture [résolution] mais y appliquerons toujours une carte normale, donc tout semble correctement ombré mais il a la même esthétique pixélisée 1995 comme les anciens jeux. Donc, c'est vieux mais c'est introduit dans le futur ; ce n'est pas seulement imité ».
Afin de créer un jeu des années 1990 pour un public moderne, les développeurs ont ajouté à la formule de tir à la première personne rétro. Par exemple, l'intelligence artificielle ennemie est beaucoup plus dynamique. Plutôt que d'attaquer le joueur à partir d'une seule position, les ennemis peuvent précipiter le joueur, sauter des plates-formes et poursuivre. Les ennemis ont la capacité d'esquiver ou de refléter les attaques et les flancs, ce qui ajoute de la profondeur. Le niveau de design, bien que plus complexe que les titres modernes typiques, ne ressemble pas à un labyrinthe afin de permettre une progression constante. Les armes ont également reçu un "mode âme" alternatif pour ajouter à la variété.

### Commercialisation
Amid Evil a été annoncé le 25 octobre 2017. Comme Dusk avant lui, New Blood a choisi de publier le jeu en utilisant le modèle d'accès anticipé, libérant initialement le jeu avec une campagne solo entièrement fonctionnelle mais incomplète, ainsi qu'un mode de survie.
Amid Evil est sorti sur Steam Early Access le 12 mars 2018 avec les trois premiers de sept épisodes, « Astral Equinox », « Domain of the Sentinels » et « The Sacred Path ». Des épisodes supplémentaires ont suivi dans une cadence régulière. « The Solar Solstice » a été publié le 18 mai 2018, « The Forges » a été publié le 21 septembre 2018, « The Arcane Expanse » a été publié le 7 février 2019 et « The Void » a été libéré le 20 juin 2019.
La sortie du dernier épisode du jeu a coïncidé avec Amid Evil laissant un accès anticipé à une version complète, qui comprenait des mises à jour des épisodes précédents tels que des connaissances supplémentaires, une plus grande variété d'ennemis, des ajustements environnementaux et l'équilibrage des armes.
Le premier DLC, Ancient Alpha Builds, est sorti le 22 novembre 2019. Plutôt que de nouveaux contenus pour le jeu principal, le DLC proposait cinq versions antérieures du jeu à différents stades de développement. Dans le même temps, la prise en charge du lancer de rayons avec RTX a été annoncée.
Une version pour Nintendo Switch avait été annoncée pour en 2020.

## Accueil
En avril 2019, la version à accès anticipé du jeu a obtenu une note globale de la part des clients comme étant « extrêmement positive » sur Steam.
La version complète d'Amid Evil a reçu des critiques « généralement favorables » de la part des critiques, selon l' agrégateur de critiques Metacritic. Les critiques ont salué la variété des armes et des environnements comparant favorablement le jeu à Unreal et Quake,.